# Niviventer confucianus
Niviventer confucianus es una especie de roedor de la familia Muridae.

## Distribución geográfica
Se encuentra en China, Birmania, y Tailandia.